# Fritz Buehning
Fritz Buehning (Summit, 5 marzo 1960) è un ex tennista statunitense.

## Carriera
In carriera ha vinto 1 titolo in singolare e 12 titoli di doppio. Nei tornei del Grande Slam ha ottenuto il suo miglior risultato raggiungendo la finale di doppio agli US Open nel 1983, in coppia con il connazionale Van Winitsky.

## Statistiche

### Singolare

#### Vittorie (1)
| Numero | Anno | Torneo                       | Superficie | Avversario in finale | Punteggio     |
| 1.     | 1980 | New South Wales Open, Sydney | Erba       | Brian Teacher        | 6-3, 6-7, 7-6 |

### Doppio

#### Vittorie (12)
| Numero | Anno | Torneo                                      | Superficie  | Compagno        | Avversari in finale               | Punteggio          |
| 1.     | 1980 | Richmond WCT, Richmond                      | Sintetico   | Johan Kriek     | Brian Gottfried Frew McMillan     | 3–6, 6–3, 7–6      |
| 2.     | 1980 | ATP San Paolo, San Paolo                    | Sintetico   | Anand Amritraj  | David Carter Chris Lewis          | 7-6, 6-2           |
| 3.     | 1980 | Melbourne Indoor, Melbourne                 | Sintetico   | Ferdi Taygan    | John Sadri Tim Wilkison           | 6–1, 6–2           |
| 4.     | 1981 | ABN AMRO World Tennis Tournament, Rotterdam | Cemento     | Ferdi Taygan    | Gene Mayer Sandy Mayer            | 7–6, 1–6, 6–4      |
| 5.     | 1981 | South Orange Open, South Orange             | Terra rossa | Andrew Pattison | Shlomo Glickstein David Schneider | 6–1, 6–4           |
| 6.     | 1981 | Atlanta Open, Atlanta                       | Cemento     | Peter Fleming   | Sammy Giammalva Tony Giammalva    | 6-4, 4-6, 6-3      |
| 7.     | 1982 | La Costa WCT, La Costa                      | Cemento     | Johan Kriek     | Robert Lutz Raúl Ramírez          | 3-6, 7-6, 6-3      |
| 8.     | 1982 | Pacific Coast Championships, San Francisco  | Sintetico   | Brian Teacher   | Marty Davis Chris Dunk            | 6-7(5-7), 6-2, 7-5 |
| 9.     | 1982 | Amsterdam WCT, Amsterdam                    | Sintetico   | Tomáš Šmíd      | Kevin Curren Buster Mottram       | 4-6, 6-3, 6-0      |
| 10.    | 1983 | ABN AMRO World Tennis Tournament, Rotterdam | Cemento     | Tom Gullikson   | Peter Fleming Pavel Složil        | 7–6, 4–6, 7–6      |
| 11.    | 1983 | South Orange Open, South Orange             | Terra rossa | Tom Cain        | John Lloyd Dick Stockton          | 6–2, 7–5           |
| 12.    | 1984 | U.S. Indoor National Championships, Memphis | Sintetico   | Peter Fleming   | Heinz Günthardt Tomáš Šmíd        | 6–3, 6–0           |